# 홍천농업고등학교
홍천농업고등학교(洪川農業高等學校)는 대한민국 강원특별자치도 홍천군 홍천읍 결운리에 있는 공립 고등학교이다.

## 학교 연혁
- 1946년 5월 31일 : 홍천초급중학교 3년제 6학급 설립인가
- 1951년 8월 31일 : 홍천농업고등학교 농업과 6학급 설립인가 (홍천중학교 분리)
- 1974년 4월 21일 : 현 위치로 교사 이전
- 1996년 3월 1일 : 학교편제 개편(농업경영과 3학급, 식품가공과 1학급, 계 12학급)
- 2016년 4월 18일 : 창조농업선도고등학교 선정
- 2017년 3월 1일 : 학교편제 개편(원예과 3학급, 동물자원과 1학급, 계 12학급)
- 2024년 9월 1일 : 제28대 남병우 교장 부임
- 2024년 12월 30일 : 제71회 졸업식 졸업생 60명(총 8,756명)
- 2025년 3월 4일 : 신입생 63명 입학(학급당 정원 16명)

## 설치 학과
- 동물자원과
- 원예과

## 참고 자료
- 홍천농업고등학교 - 한국교육학술정보원 학교알리미